# Непал форева
Непал форева — документальная комедия Алёны Полуниной, снятая в 2012 году о двух активистах партии «Коммунисты Петербурга и Ленинградской области» (КПЛО), которые задумали поехать в Непал с миротворческой миссией.

## Сюжет
Герои фильма — два члена партии «Коммунисты Петербурга и Ленинградской области», Сергей Малинкович и Виктор Перов. Они замышляют поездку в Непал, где недавно закончилась гражданская война, с целью помирить две противоборствующие коммунистические партии этой страны (Коммунистическая партия Непала (объединённая марксистско-ленинская) и Объединённая коммунистическая партия Непала (маоистская)) и, тем самым, приблизить наступление равенства и братства во всём мире. Изначально информация о поездке была придумана ими как «газетная утка» — для привлечения внимания к себе и своей организации. Но, по стечению обстоятельств, героям, действительно, пришлось отправиться в Непал.

## Цитаты
Вы знаете, политики — публичные люди. И маска в какой-то момент прирастает… Кто из нас может вообще ответить, когда настоящие мы или не настоящие? Я думаю, что они серьезно относились к общению с непальскими коллегами, отчего нет, они вообще очень серьезны…Алёна Полунина

## Реакция героев фильма
Невыполнение контрактных обязательств, постоянное создание конфликтных ситуаций, чреватых обострением непростой обстановки в непальском левом движении, действия, направленные на осложнение российско-непальских отношений — таково было поведение А.Полуниной и продюсера фильма Вельской, которая явно пыталась помешать нам укреплять связи с непальскими коммунистами. В связи с этим еще в Катманду мы прервали сотрудничество с А.Полуниной и более не возобновляли его. К слову сказать, сомнительной кинодиве не удалось сорвать наши контакты с обеими непальскими компартиями.
Несмотря на это и на наше неоднократно высказанное ей несогласие с подобным ходом работы над фильмом, Полунина выпустила своё произведение, ни разу не пригласив нас на показы.
Как мы и предполагали, так называемый фильм полностью искажает суть трудной работы КПЛО, практически ничего не говорит о проблемах непальской революции. Отдельные фрагменты фильма явно сфальсифицированы.

Не желая вмешиваться в творческий процесс и признавая право художника на свой взгляд, мы отмежевываемся от видеофильма Полуниной и не можем рекомендовать его к просмотру.Виктор Перов